# Danh sách chương truyện Thám tử lừng danh Conan (81–nay)
Đây là danh sách tập truyện Thám tử lừng danh Conan từ tập 81 đến hiện tại cùng các chương của chúng.

## Danh sách
| 1. "Hồi ức của Jodie" (ジョディの追憶 "Jodi no Tsuioku") 2. "Tin tức về Akai Shuichi" (赤井秀一の消息 "Akai Shūichi no Syōsoku") 3. "Tình cờ gặp vụ án tại quán Bar" (探偵はBARで事件に遭遇する "Tantei wa Bā de Jiken ni Sōgū Suru") 4. "Điều tra vụ án tại quán Bar" (探偵はBARで事件を推理する "Tantei wa Bā de Jiken wo Suiri Suru") 5. "Phá án tại quán Bar" (探偵はBARで事件を解決する "Tantei wa Bā de Jiken wo Kaiketsu Suru") 6. "Điều tra ngoại tình (浮気調査 "Uwaki Chōsa") 7. "Suy luận của tôi" (ボクの推理 "Boku no Suiri") 8. "Suy luận không thỏa đáng" (居心地悪い推理 "Igokochi Warui Suiri") 9. "Tiệt quyền đạo vs. Karate" (截拳動vs.空手 "Jeet Kune Dō vs. Karate") 10. "Mùi dầu hỏa" (灯油の臭い "Tōyu no Nioi") 11. "Như trò ma thuật" (まるで魔法のように "Marude Mahō no Yō ni") |

| 1. "Bức tường thép" (鉄壁 "Teppeki") 2. "Tắt đèn chuyển cảnh" (暗転 "Anten") 3. "Sống mái" (雌雄 "Shiyū") 4. "Chú mèo tam thể Đại Úy" (三毛猫の大尉 "Mikeneko no Tai") 5. "Đội lốt mèo" (猫を被って "Neko wo Kabutte") 6. "Đứa trẻ tinh nghịch" (イタズラっ子 "Itazurakko") 7. "Mèo thần tài" (招き猫 "Maneki Neko") 8. "Không thấy..." (ないのよ... "Nai no yo...") 9. "Khi điều ước thành hiện thực..." (願いが叶った時に... "Negai ga Kanatta tokini...") 10. "Tấm huy hiệu màu đỏ" (赤バッジ "Aka Bajji") 11. "Người phụ nữ màu đỏ" (赤女 "Aka Onna") |

| 1. "Con ma màu đỏ" (赤い悪魔 "Akai Akuma") 2. "Màu đỏ năm xưa" (赤き昔日 "Akaki Sekijitsu") 3. "Bi kịch màu đỏ" (赤の悲劇 "Aka no Higeki") 4. "Tác giả tiểu thuyết ngôn tình" (恋愛小説家 "Renai Shōsetsuka") 5. "Cô bé giống Sera" (世良に似た女の子 "Sera ni Nita Onnanoko") 6. "Điện thoại, biển cả và tôi" (電話と海と私 "Denwa to Umi to Watashi") 7. "Sư phụ của thám tử" (探偵の師匠 "Tantei no Shishō") 8. "Ebisubashi" (エビス橋 "Ebisu Hashi") 9. "Hiện trường vụ giao dịch ma túy" (麻薬取引現場 "Mayaku Torihiki Genba") 10. "Kỷ niệm màu xanh" (水色の思い出 "Mizuiro no Omoide") |

| 1. "Thám tử màu đỏ" (緋色の探偵 "Hi'iro no Tantei") 2. "Đáp án màu hồng" (ピンク色の回答 "Pinkuiro no Kaitō") 3. "Hội thi thả diều" (凧揚げ大会 "Takoage Taikai") 4. "Kẻ nghe lén" (盗聴男 "Tō Chō Otoko") 5. "Giọng nói của quỷ" (悪魔の声 "Akuma no Koe") 6. "Buổi tiệc trà đau đớn" (ギスギスしたお茶会 "Gisugisu Shita Osakai") 7. "Zero" (ゼロ "Zero") 8. "Vết máu bắn ở tốc độ cao" (高速の飛沫血痕 "Kōsoku no Himatsu Kekkon") 9. "Mảnh ghép cuối cùng" (最後のピース "Saigo no Piisu") 10. "Nước Nhật của tôi..." (僕の日本から... "Boku No Nihon Kara...") 11. "Cuộc truy tìm của Bourbon, Chương đầu về màu đỏ thắm" (バーボンの追究、緋色の序章 "Bābon no Tsuikyū, Hiiro no Joshō") |

| 1. "Nỗi nghi hoặc màu đỏ" (緋色の疑惑 "Hiiro no Giwaku") 2. "Cuộc chất vấn của màu đỏ" (緋色の尋問 "Hiiro no Jinmon") 3. "Sự trở lại của màu đỏ" (緋色の帰還 "Hiiro no Kikan") 4. "Sự thật màu đỏ" (緋色の真相 "Hiiro no Shinsō") 5. "Lời bạt màu đỏ" (緋色のエピローグ "Hiiro no Epirōgu") 6. "Niêm phong" (封じ手 "Fūjite") 7. "Chiếu tướng" (王手 "Ōte") 8. "Nước đi phạm luật" (禁じ手 "Kinjite") 9. "Nước đi xuất sắc" (妙手 "Myōshu") 10. "Thi thể dưới hồ bơi" (プールに沈む死体 "Pūru ni Shizumu Shitai") 11. "Những mảnh thủy tinh chìm" (沈むガラスの破片 "Shizumu Garasu no Hahen") |

| 1. "Sự thật nổi lên" (浮かび上がる真実 "Ukabi agaru shinjitsu") 2. "Người cô thân thiết" (親切なおばちゃん "Shinsetsu na obachan") 3. "Những nhân chứng đáng ngờ" (不審な証言者たち "Fushin na Shōgen sha tachi") 4. "Đặt cược mạng sống"... (命を賭して... "Inochi wo Toshite...") 5. "Kamaitachi xuất hiện" (鎌鼬あらわる "Kamaitachi Arawaru") 6. "Kamaitachi đầy sát khí" (殺意の鎌鼬 "Satsui no Kamaitachi") 7. "Đường vào của Kamaitachi" (鎌鼬の進入経路 "Kamaitachi no Shin'nyū Keiro") 8. "Hồi kết của Kamaitachi" (鎌鼬の幕切れ "Kamaitachi no Makugire") 9. "Chim gõ kiến" (啄木鳥 "Kitsutsuki") 10. "Dấu chân và hội Chim gõ kiến" (足跡と啄木鳥会 "Ashiato to Kitsutsuki-kai") 11. "Lên núi Saijo...!" (妻女山へ...! "Saijosan e...!") |

| 1. "Như nước trôi xuôi" (往く事は流れの如し "Yuku Koto wa Nagare no Gotoshi") 2. "Vượt sông trong đêm vắng tiếng roi vang âm thầm" (鞭声粛々夜河を渡る "Benseishukushuku Yoru Kawa o Wataru") 3. "Blog" (BLOG ) 4. "Photo" (PHOTO ) 5. "Selfie" (SELFIE ) 6. "Ran Girl (Phần đầu)" (蘭Girl (前編) "Ran Gāru (Zenpen)") 7. "Ran Girl (Phần sau)" (蘭Girl (後編) "Ran Gāru (Kōhen)") 8. "Shinichi Boy (Phần đầu)" (新一Boy (前編) Shinichi Bōi (Zenpen)) 9. "Shinichi Boy (Phần sau)" (新一Boy (後編) Shinichi Bōi (Kōhen)") 10. "Sự ra đời của Big Couple" (ビッグカップルの誕生！ "Biggukappuru no Tanjō!") 11. "Bằng chứng ngoại phạm của các nhân viên...?" (スタッヲのアリバイは? "Sutawwo no Aribai wa") |

| 1. "Ảo ảnh ở phòng hậu cần" (バックヤードの虚像 Bakkuyādo no kyozō) 2. "Những vị khách lạ ở tiệm ramen" (ラーメン屋の変な客 Rāmen-ya no hen'na kyaku) 3. "Hủng thủ quay ống nước!?" (ホースを回す犯人!? Hōsu o mawasu han'nin!?) 4. "Thứ gia vị dùng nhiều" (使いすぎた調味料 Tsukai sugita chōmiryō) 5. "Thanh kiếm zombie" (ゾンビブレイド Zonbi bureido?) 6. "Đoàn đưa tiễn vong linh" (死霊の葬列 Shiryō no sōretsu?) 7. "Zombie ăn thịt người" (人食いゾンビ Hito-gui zonbi?) 8. "Tung tích người chết" (死人の行方 Shibito no yukue?) 9. "Bóng tối dưới chân đèn" (灯台下暗し Tōdai moto kurashi?) 10. "Girl band" (ガールズバンド) 11. "Manh mối bị phi tang" (消された手がかり Kesareta Tegakari) |

| 1. "Phạm tội trong góc chết" (死角での犯行 Shikaku de no Hankō) 2. "Bữa trưa ở Trung tâm mua sắm!" (デパートでランチ！ Depāto de Ranchi!) 3. "Lời khai không thống nhất" (バラつく証言 Baratsuku Shōgen) 4. "Sự thật trong lời khai" (証言の真相 Shōgen no Shinsō) 5. "Vụ án hóc búa của Chiba" (千葉の難事件 Chiba no Nanjiken) 6. "Vật thể bay không xác định" (未確認飛行物体 Mikakuninhikōbuttai) 7. "Khí Cầu Mặt Trời" (ソーラーバルーン Sōrābarūn) 8. "Ông lão tai quái" (意地悪なおじいさん Ijiwaruna ojīsan) 9. "Vợ chồng thực sự" (真の夫婦 Shin no fūfu) 10. "Phương châm sống" (座右の銘 Zayūnomei) 11. "Chiếc kéo bị nắm chặt" (握られたハサミ Nigirareta Hasami) |

| 1. Mùi hương thơm ngọt (甘い匂い "Amai Nioi") 2. Những chữ cái bị cắt bỏ (切り取られた文字 "Kiritorareta Moji") 3. Thám tử ngoại cảm (霊魂探偵 "Reikon Tantei") 4. Phòng bên đáng ngờ (怪しき隣室には "Ayashiki Rinshitsu ni wa") 5. Như quỷ dữ ẩn mình trong bóng tối (暗がりに鬼を繫ぐが如く "Kuragari ni Oni o Tsunagu ga Gotoku") 6. Hình phạt cho kẻ phản bội (裏切りの制裁 "Uragiri no Seisai") 7. Hành tung của kẻ phản bội (裏切りの行方 "Uragiri no Yukue") 8. Mục tiêu tấn công của kẻ phản bội (裏切りの矛先 "Uragiri no Hokosaki") 9. Chân tướng kẻ phản bội (裏切りの真相 Uragiri no shinsō) 10. Quái vật làng Yadori (宿里村の怪，Yado Satomura no kai) 11. Tiếng quái vật trong đêm (鵺の鳴く夜，Nuenonakuyoru) |

| 1. Dấu móng vuốt của Nue (鵺の爪跡 Nue no tsumeato) 2. Nue giương nanh (牙を剥いた鵺 Kiba o muita nue) 3. Truyền thuyết buồn về Nue (悲しき鵺伝説 Kanashiki nue densetsu) 4. Mộc Thần (木神 Konokami) 5. Tiếp cận (接近 Sekkin) 6. Nhật kí (日記 Nikki) 7. Mật mã Scytale (スキュタレー暗号 Sukyutarē angō) 8. Không thể giải mã!? (解読不可能!? Kaidoku fukanō!?) 9. Bí mật của cô Wakasa (若狭先生のヒミツ Wakasa sensei no himitsu) 10. Áo tắm trong phòng thử đồ ♡ (試着室で水着 Shichakushitsu de mizugi) 11. Thông điệp trên ngón tay (指で残した伝言 Yubi de nokoshita dengon) |

| 1. Một vị khách khác (もう1人のお客さん Mō ichi nin no okyaku san) 2. Cuộc kì ngộ giữa những gợn sóng (Sazanami no kaigō) 3. Điều tra viên giữa những gợn sóng (さざ波の邂逅 Sazanami no sousakan) 4. Phù thủy giữa những gợn sóng (さざ波の魔法使い Sazanami no mahōtsukai) 5. Thám tử Edo chính hiệu!? (江户っ子探偵!? Edo-kko tantei!?) 6. Tấm vé vạn mã bị đánh cắp (奪われた万馬券 Ubawareta manbaken) 7. Phá án kiểu Edo (江戸前推理ショー Edomae suiri shō) 8. Nhà cô Wakasa (若狭先生の自宅 Wakasa sensei no jitaku) 9. Người phụ nữ có bàn tay trắng (白い手の女 Shiroi te no on'na) 10. Tâm thế mới (真っ白な気持ち Masshirona kimochi) 11. Giết thời gian ở quán cà phê Poirot (喫茶ポアロで暇潰し Kissa poaro de himatsubushi) |

| 1. Cuộc hẹn ở quán cà phê Poirot (待ち合わせは喫茶ポアロで Machiawase wa kissa poaro de) 2. Phá án ở quán cà phê Poirot (喫茶ポアロで謎解きを Kissa poaro de nazotoki o) 3. Eri phân thân (英理、増殖す Eri, zōshoku su) 4. Eri, ngàn cân treo sợi tóc (英理、万事休す Eri, banjikyūsu) 5. Eri, SOS (英理、SOS Eri, SOS) 6. Tip-off (ティップオフ Tippuofu) 7. Violation (ヴァイオレーション Vu~aiorēshon) 8. Buzzer Beater (ブザービーター Buzābītā) 9. Dứt điểm hôm nay (今日こそ決着を Kyō koso ketchaku o) 10. Đừng có động vào (手ェ出さんとき Te ~e-da-san to ki) 11. Gặp tôi ở đây... (ここで会うたが... Koko de autaga...) |

| 1. Chờ chút đã (ちょー待て Cho ̄ mate) 2. Theo dấu Ran (蘭の跡を... Ran no ato o...) 3. Chưa nghĩ ra à? (わからないのか？ Wakaranai no ka?) 4. Sự thật về chuyến du lịch (旅行の真相 Ryokō no shinsō) 5. Tâm trạng của Haibara (灰原の機嫌 Haihara no kigen) 6. Đi tìm chiếc móc điện thoại! (ストラップを探せ！ Sutorappu o sagase!) 7. Không chỉ là móc điện thoại! (ただのじゃないもん！ Tada no janai mon) 8. Trần nhà màu đỏ máu (鮮紅 の 天井 Senkō no tenjō) 9. Quái vật màu hồng lửa (紅蓮の魔物 Guren no mamon) 10. Hàng rào màu nâu đỏ (紅檜皮の犬矢来 Benihiwada no inu yarai) 11. Dấu vết màu vỏ đỗ (紅鼠の痕跡 Beninezu no konseki) |

| 1. Lời đáp màu phớt đỏ (薄紅の回答 Usubeni no kaitō) 2. Điềm báo màu đỏ thẫm (濃紅の予兆 Koikurenai no yochō) 3. Hãy ở yên đó! (じっとしてなさい! Jitto shite nasai!) 4. Cháu sốt ruột quá (落ち着きのない Ochitsuki no nai) 5. Thấy không ♡ (見る Miru) 6. Tại Hắc Thố Đình (黒ウサギ亭にて Kuro usagi-tei nite) 7. Tạm biệt nhé (バイバイだね Baibaida ne) 8. Kí ức về người phụ nữ đó (あの女性の記憶 Ano josei no kioku) 9. Sơ hở rồi (ぬかったな Nukatta na) 10. Bằng tuổi mà... (同い年なのに... Onaidoshinanoni) 11. Ghé qua (臨場 Rinjō) |

| 1. Án mạng liên hoàn (女性警察官連続殺人事件 Josei keisatsukan renzoku satsujin jiken) 2. Biển báo "Cấm đỗ xe" (駐禁の標識 Chūkin no hyōshiki) 3. Không phải "Mike" (「ミケ」じゃなくて "Mike" janakute) 4. Trong băng (氷中 Kōri-chū) 5. Thay thế (入替 Irekae) 6. Dắt mũi (翻弄 Honrō) 7. Di vật (遺品 Ihin) 8. Người thay thế (代役君 Daiyaku-kun) 9. Loại thuốc kì lạ (妙な薬 Myōna kusuri) 10. Sự truy hỏi của Sera (世良の追及 Sera no tsuikyū) 11. Đứa trẻ ra dáng người lớn (大人びてる子 Otonabite'ru Ko) |

| 1. Vì đó là thứ quý giá (大切な物ですから... Taisetsu-na Mono Desu Kara...) 2. Con mắt thám tử (探偵の目 Tantei no me) 3. Sơn trang trên núi tuyết (スノーウィーマウンテンズのマウンテンヴィラ Sunōu~īmauntenzu no maunten'vu~ira?) 4. Đứa trẻ đang khóc cũng phải thiếp ngủ (泣く子も眠る Nakuko mo nemuru) 5. Giống như anh vậy (兄さんみたいに Nīsan mitai ni) 6. Cảm giác nguy hiểm (ヤバイ感じが Yabai kanji ga) 7. Hái rau dại (山菜採り Sansai-tori) 8. Bùa may mắn (幸運の御守り Kōun no omori) 9. Vì hậu đậu (ドジだから Dojidakara) 10. Chiếc khay chạm khắc sơn mài đen (堆黒盆 Tsuikoku bon) 11. Đứa trẻ già dặn (アダルトな子 Adarutona ko) |

| 1. Dòng thời gian... (時の流れを･･ Tokino Nagare o) 2. Càng giấu càng lộ (隠すより現る Kakusuyoriarawaru) 3. Thư thách đấu của Momiji (紅葉の挑戦状，Kōyō no chōsen-jō) 4. Từ người mẹ yêu thích FootBowl (フットボウル好きの母より Futtobouru-suki no haha yori) 5. Tái ngộ sau 30 năm (30年ぶりの兄弟 30-Nen-buri no kyōdai) 6. Món Jingisukan trong hồi ức (思い出のジンギスカン Omoide no jingisukan) 7. Râu của danh nhân (名人のあごひげ Meijin no agohige) 8. Mắt của danh nhân ( 名人の目 Meijin no me) 9. Tay của danh nhân ( 名人の手 Meijin no te) 10. Tuyệt chiêu bí mật của danh nhân (名人の勝ち手 Meijin no kachi-te) 11. Có mang theo đó... (は彼と一緒に... Kare wa kare to issho ni...) |

| 1. Sao em lại khóc... (なんで泣いてるの... ? Nande naiteru no...?) 2. Không thể tin nổi... (信じられない！ Shinjirarenai!) 3. Đệ tử và phù thủy (見習いとウィザード Minarai to u~izādo) 4. Trang trại đáng sợ (不気味な農場 Bukimina nōjō) 5. Hậu đậu và nghi hoặc (不器用さと疑い Bukiyō-sa to utagai) 6. Ánh sáng (光 Hikari) 7. Kẻ mạnh là... (強いのは... Tsuyoi no wa...) 8. Kogoro lâm nguy (小五郎、窮地に陥る Kogorō, Kyūchi ni Ochiiru) 9. Phòng kín trên gác mái (屋根裏部屋の密室 Yaneurabeya no misshitsu) 10. Lí do gửi mật mã (暗号の理由 Angō no Riyū) 11. Show phá án trên TV!? (TVで推理ショー!? TV de suiri shō!?) |

| 1. Bàn bạc chương trình (ショーの打ち合わせ Shō no uchiawase) 2. Chương trình bắt đầu (ショーはこれから Shō wa korekara) 3. ID nhuốm máu (血まみれの ID Chimamire no ID) 4. Góc phố bài binh (街角の罠 Machikado no wana) 5. Màn rượt đuổi trong đêm (暗い夜の追跡 Kurai yoru no tsuiseki) 6. Ánh lửa trong đêm (闇の中の光 Yami no naka no hikari) 7. Thợ săn và con mồi (ハンターと獲物 Hantā to emono) 8. RUM (ラム Ramu) 9. Chuyến thăm đền bí mật (秘密の巡礼 Himitsu no junrei) 10. Điều tra nhận diện tội phạm (観察調査 Kansatsu chōsa) 11. Người tuyết (雪だるま Yukidaruma) |

| 1. Không ngờ lại gặp ở đây... (こんな所で会えるとは... Kon'natokorode aeru to wa) 2. Chiếc hộp thời gian (タイムカプセル Taimu kapuseru) 3. Người được cả lớp 6A quý mến (6年A組の人気者 6-nen A-gumi no Ninkimono) 4. Nữ thần gió (風の女神 Kaze no megami) 5. Cuộc truy vết của gió (風の追跡 Kaze no tsuiseki) 6. Sự bảo hộ của gió (風の確保 Kaze no kakuho) 7. Khiêu khích (挑発的 Chōhatsu-teki) 8. Sương khói (煙霧 Enmu) 9. Tái hiện (再現 Saigen) 10. Thứ để lại trong sổ tay (手帳に遺されたもの Techō ni nokosa reta mono) 11. Vụ án ngủ quên (瞑れる事件 Nemureru jiken) |

| 1. Người kế thừa di nguyện (遺志を継ぐ者 Ishi o tsugu mono) 2. Án mạng trên lằn ranh (ライン上の殺人 Rain-jō no Satsujin) 3. Kỉ niệm về đường ranh giới (境目の思い出 Sakaime no Omoide) 4. Nhà của Micchan (ミッちゃんのお家 Mitchan no Ouchi) 5. Nỗi khổ của 15 (15の受難 Jūgo no Junan) 6. Hồi tưởng của 18 (18の想起 Jūhachi no Sōki) 7. Những gã ngốc (バカ共 Baka-domo) 8. Cạm bẫy ngọt ngào (甘い罠 Amai Wana) 9. Cánh cửa hé mở (半開きの扉 Hanbiraki no Tobira) 10. Sự thật sau cánh cửa (扉の先の真実 Tobira no Saki no Shinjitsu) 11. Kết hợp (コラボ Korabo) |

| 1. Kích thích mới (新しい刺激 Atarashī Shigeki) 2. Tỏa sáng (映え Bae) 3. Cuộc gặp tình cờ (偶然の出会い Gūzen no Deai) 4. 3 mật mã (3つの暗号 Mitsu no Angō) 5. Bí mật của hình vuông (四角の秘密 Shikaku no Himitsu) 6. Người đưa đường (引率者 Insotsu-sha) 7. Ngôi nhà của biển (海の家 Uminoya) 8. Lùi lại (下がれ Sagare) 9. Tan biến (煙滅 Enmetsu) 10. Tìm kiếm (捜索 Sōsaku) 11. Hai mặt (表裏 Hyōri) |

| 1. Khai cuộc trắng đen (白黒の序盤 Monokuro no Ōpuningu) 2. Quân Mã nhuốm máu (血染めの騎士 Chizome no Naito) 3. Giọt nước mắt rơi (陥落の涙 Kanraku no Namida) 4. Ác ma mắt sắc (達眼の悪魔 Tatsugan no Akuma) 5. Viễn kiến giác hành (遠見の角行 Tōmi no Kakugyō) 6. Thế nhập thành của danh nhân (名人の囲い Meijin no Kakoi) 7. Mưu kế của Quân Hậu (女王の謀 Kuīnzu gyanbitto) 8. Buổi dự giờ bất ổn (不穏な参観日 Fuon'na Sankan-bi) 9. Bí ẩn bồn hoa (花壇の怪 Kadan no Kai) 10. Sự thật chảy tràn (零れた真実 Koboreta no Shinjitsu) 11. Quản gia và điều bí ẩn (執事と謎 Shitsuji to Nazo) |

| 1. Quản gia và cô chủ (執事とお嬢様 Shitsuji to Ojō-sama) 2. Quản gia và thám tử (執事と探偵 Shitsuji to Tantei) 3. Trú mưa trên núi (山中の雨宿り Sanchū no Amayadori) 4. Bí ẩn phòng trừng phạt (折檻部屋の謎 Sekkan-heya no Nazo) 5. Bay lên... (舞い上がって... Maiagatte...) 6. Giữa không trung (天空 Tenkū) 7. Nhập vai (代役 Daiyaku) 8. Chứng minh (証明 Shōmei) 9. Thám tử (探偵 Tantei) 10. Kẻ bắt cóc biến mất (消えた誘拐犯 Kieta Yūkaihan) |

| 1. Xúc xắc kỳ lạ (奇妙なサイコロ Kimyōna saikoro) 2. Tác chiến tại 2 địa điểm (二拠点作戦 Nikyoten Sakusen) 3. Những vị khách đáng ngờ (不審な来客 Fushin'na Raikyaku) 4. Thời hạn là nửa đêm (時限は零時 Jigen wa Reiji) 5. Chất kích nổ cuộc phản công (反撃の起爆剤 Hangeki no Kibaku-zai) 6. Mở màn màu đỏ máu (朱殷色の開演 Shuan-iro no Kaien) 7. Ngày công diễn đầu màu vàng ánh đỏ (支子色の初日 Kuchinashi-iro no Shonichi) 8. Ngày công diễn giữa màu xám chì (鉛色の中日 Namari-iro no Nakabi) 9. Ngày kế cuối màu mực phai (薄墨色の前楽 Usuzumi-iro no Maeraku) 10. Ngày công diễn cuối màu đỏ hoàng hôn (茜色の千秋楽 Akane-iro no Senshūraku) |

| 1. Giải cấu tương ngộ (邂逅遭遇 Kaikō Sōgū) 2. Khoái đao loạn ma (快刀乱麻 Kaitōranma) 3. Nhất kỳ nhất hội (一期一会 Ichi-go Ichi-e) 4. Lửa linh hồn người chết (屍人の御燈 Shibito no Miakashi) 5. Lửa lại bùng cháy (火はまた燃える Hi wa Mata Moeru) 6. Quét dọn tro tàn (火炎の後始末 Kaen no Atoshimatsu) 7. Biểu tượng của sự giao phó (託された証 Takusareta Akashi) 8. Cuộc hẹn bí mật của Kogoro (小五郎の密会 Kogorō no Mitsukai) 9. Kẻ nói dối là... (ウソつきは･･･ Usotsuki wa...) 10. Chỉ còn làn khói (煙のように Kemuri no yō ni) |

Đây là một danh sách chưa hoàn chỉnh. Bạn có thể giúp Wikipedia .

### Các chương truyện chưa đóng thành tankōbon
1. Người đàn ông được gọi tới (呼び出された男 Yobidasareta Otoko?)
2. Cuộc tái ngộ nguy hiểm (危険な再会 Kiken na Saikai?)
3. Chỗ này nguy hiểm lắm… (危ないから･･･ Abunai Kara...?)
4. Thời khắc sinh tử của sự hỗn loạn (混沌の正念場 Konton no Shōnenba?)
5. Những vị khách đến từ sự hỗn loạn (混沌からの来訪者 Konton Kara no Raihōsha?)
6. Định mệnh của sự hỗn loạn (混沌の因縁 Konton no Innen?)
7. Những kẻ truy đuổi sự hỗn loạn (混沌の追跡者たち Konton no Tsuisekisha-tachi?)
8. Ra mắt vào ngày 30/9/2025!! (?)

Đây là một danh sách chưa hoàn chỉnh. Bạn có thể giúp Wikipedia .